# ⑧ Queen of J-POP
《⑧ Queen of J-POP》是日本的女子偶像組合℃-ute的第7枚原創專輯。其於2013年9月4日發行。唱片公司為zetima。

## 概要
- 與上一張精選專輯「②℃-ute神聖的精選輯」相距約9個月。與上一張原創專輯《第七章「太美了真抱歉」》相距約1年7個月。
- 收錄第19張單曲「想見 想見 想見你」至第22張單曲「悲傷的降雨 / 亞當和夏娃的困境」，一共5首A面曲。
- 本作分「初回限定盤A」、「初回限定盤B」和「CD盤」3種版本。
- 「初回限定盤A」收錄了LIVE片段「℃-ute Concet tour 2013春 ～Treasure Box～」；「初回限定盤B」收錄了新曲「貝果加火腿&起司」和「Crazy 完美的大人」的PV，以及專輯「⑧ Queen of J-POP」的Making。
- 在9月16日於公信榜專輯週排行榜取得第6名，是℃-ute出道以來銷量排名最高的專輯。

## 收錄內容

### CD（初回限定盤・CD盤）
1. 貝果加火腿&起司（ベーグルにハム＆チーズ）
（作詞・作曲：淳君 編曲：平田祥一郎）
2. 流不出淚 不難過 什麼都不想做（涙も出ない 悲しくもない なんにもしたくない）
（作詞・作曲：淳君 編曲：AKIRA）
3. 悲傷的降雨（悲しき雨降り）
（作詞・作曲：淳君 編曲：大久保薫）
22nd單曲
4. 走過風雨的女戰士（たどり着いた女戦士）
（作詞・作曲：淳君 編曲：上杉洋史）
5. Crazy 完美的大人（Crazy 完全な大人）
（作詞・作曲：淳君 編曲：平田祥一郎）
21st單曲
6. 最喜歡星期天了 （日曜日は大好きよ）
（作詞・作曲：淳君 編曲：近藤圭一）
7. 請讓我沐浴愛中（浴びる程の愛をください）
（作詞・作曲：淳君 編曲：山崎淳）
8. 想見 想見 想見你（会いたい 会いたい 会いたいな）
（作詞・作曲：淳君 編曲：平田祥一郎）
19th單曲
9. 亞當和夏娃的困境（アダムとイブのジレンマ）
（作詞・作曲：淳君 編曲：江上浩太郎）
22nd單曲
10. 我拿出全力的夜晚（私が本気を出す夜）
（作詞・作曲：淳君 編曲：宅見将典）
11. 這條街（この街）
（作詞：森高千里 作曲：齊藤英夫 編曲：平田祥一郎）
20th單曲

### DVD（初回限定盤A）
1. ℃-ute Concet tour 2013春 ～Treasure Box～

### DVD（初回限定盤B）
1. 貝果加火腿&起司（Music Video）
2. Crazy 完美的大人（Crazy Dance Ver.）
3. ⑧ Queen of J-POP（解說 & Making）